# Liste der Bodendenkmäler in Brunnthal
Auf dieser Seite sind die Bodendenkmäler in der oberbayerischen Gemeinde Brunnthal zusammengestellt. Diese Tabelle ist eine Teilliste der Liste der Bodendenkmäler in Bayern. Grundlage ist die Bayerische Denkmalliste, die auf Basis des Bayerischen Denkmalschutzgesetzes vom 1. Oktober 1973 erstmals erstellt wurde und seither durch das Bayerische Landesamt für Denkmalpflege geführt wird. Die folgenden Angaben ersetzen nicht die rechtsverbindliche Auskunft der Denkmalschutzbehörde.

## Bodendenkmäler in Brunnthal
| Lage                               | Objekt | Akten-Nr.     | Bild           |
| ---------------------------------- | --- | ------------- | -------------- |
| (Standort)                         | Grabhügel mit Bestattungen der Bronzezeit. | D-1-7935-0004 |                |
| Englwartinger Straße 2 (Standort)  | Untertägige mittelalterliche und frühneuzeitliche Befunde im Bereich der katholischen Pfarrkirche St. Nikolaus in Brunnthal und ihres Vorgängerbaus.   | D-1-7936-0040 | weitere Bilder |
| (Standort)                         | Untertägige mittelalterliche und frühneuzeitliche Befunde im Bereich der katholischen Filialkirche St. Georg in Kirchstockach und ihres Vorgängerbaus. | D-1-7936-0076 | weitere Bilder |
| (Standort)                         | Straße der römischen Kaiserzeit mit begleitenden Materialentnahmegruben (Teilstück der Trasse Augsburg–Salzburg).                                      | D-1-8036-0095 |                |
| Kirchplatz 3 (Standort)            | Untertägige mittelalterliche und frühneuzeitliche Befunde im Bereich der katholischen Pfarrkirche Heilig Kreuz in Hofolding und ihres Vorgängerbaus.   | D-1-8036-0106 | weitere Bilder |
| Kirchweg 1 (Standort)              | Untertägige mittelalterliche und frühneuzeitliche Befunde im Bereich der katholischen Filialkirche St. Peter und Paul in Faistenhaar.                  | D-1-8036-0147 | weitere Bilder |
| (Standort)                         | Dorfwüstung des hohen und späten Mittelalters (villa Ruezze/Reiß).                                                                                     | D-1-8036-0152 |                |
| Höhenkirchner Straße 18 (Standort) | Untertägige frühneuzeitliche Befunde im Bereich der katholischen Wallfahrtskapelle St. Maria (Liebfrauenkapelle) in Hofolding und ihres Vorgängerbaus. | D-1-8036-0153 | weitere Bilder |